# Гала Далі
Гала Далі, маркіза Далі Пуболійська (4 вересня 1894 — 10 червня 1982), відома як Гала, російська дружина поета Пола Елюара, а пізніше художника Сальвадора Далі, обидва видатні в сюрреалізмі.

## Ранні роки
Гала, вроджена Олена Іванівна Дьяконова, народилась у Казані, Казанське губернаторство, Російська імперія, в сім'ї інтелектуалів. Серед її друзів дитинства була поетеса Марина Цвєтаєва.
Працювати вчителькою в 1915 році, на той час вона жила в Москві.

## Шлюб з Елюаром
У 1912 році у санаторії в Клаваделі, недалеко від Давоса, Швейцарія, лікувалась від туберкульозу. Тут, у Швейцарії, Олена познайомилася з Полом Елюаром. Їм обом було сімнадцять.
У 1916 році, під час Першої світової війни, поїхала з Росії до Пола у Париж; вони одружилися через рік.
У 1916 році у пари народилася дочка Сесіль. Гала ненавиділа материнство, жорстоко поводилася і ігнорувала свою дитину.
З Елюаром Гала стала учасницею сюрреалістичного руху. Вона була натхненням для багатьох художників, серед яких Луї Арагон, Макс Ернст та Андре Бретон.
Пізніше Бретон стверджував, що Олена руйнівно впливала на творців, з якими вона дружила.
Олена, Елюар та Ернст провели три роки в ménage à trois з 1924 по 1927 рік.
На початку серпня 1929 року Елюар і Гала відвідали молодого сюрреалістичного художника в Кадакесі, Іспанія, Сальвадора Далі. Між Галою та молодшим від неї на 10 років Далі зав'язався роман. Проте Елюар та Гала залишались близькими.

## Шлюб з Далі

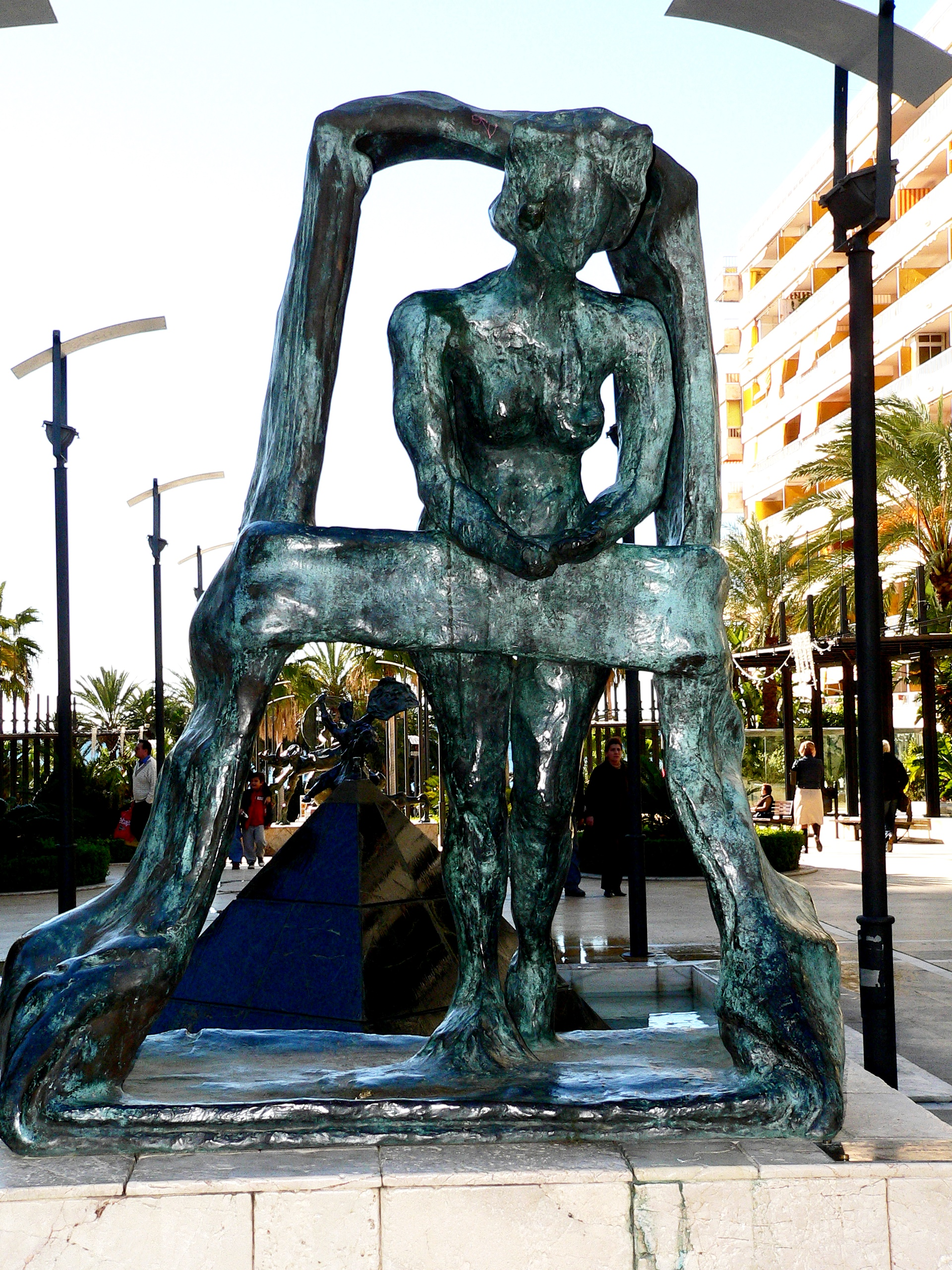
Gala asomada a la ventana («Гала, що виглядає у вікно»), скульптура Далі, в Марбельї

Проживши разом з 1929 року, Далі і Гала розписались в 1934 р., а за католицькою церемонією в 1958 р. на піренейському хуторі Монтрежик.
Через нібито фобію жіночих статевих органів, Далі був незайманим, коли вони зустрілися з Галою на Коста-Браві в 1929 році Приблизно в той час у неї виявили міому матки, через що довелося провести гістеректомію в 1936 році.
Гала була музою та моделлю Далі, надихаючи та з'являючись у багатьох його роботах.
На початку 30-х років Далі почав підписувати свої картини своїм і її ім'ям, оскільки «в основному твоєю кров'ю, Гала, я малюю свої картини». Гала виступала його агентом.
Протягом усього життя Олена-Гала мала численні позашлюбні стосунки (серед них і її колишній чоловік Пол Елюар), які Далі заохочував, оскільки він практикував кандаулізм . Вона любила молодих художників, і в старості часто дарувала дорогі подарунки тим, хто з нею спілкувався.
У 1968 році Далі придбав Замок в Пуболі, Жирона, відреставрував його, розписав стіни та подарував його Галі. Вона погодилась на цей подарунок за умови, що відвідувати його Далі зможе лише за її письмовою згодою. Гала перебувала тут кожного літа з 1971 по 1980 рік.

## Смерть
Гала померла в місті Порт Льїгат, що в Каталонії, Іспанія, рано вранці 10 червня 1982 року, у віці 87 років За кілька місяців до смерті Гала боролася з важким протіканням грипу, після чого у неї почали проявлятися ознаки деменції . Вона була похована в своєму замку в склепі з візерункою у стилі шахівниці.

## Гала як модель
Гала з'являється у творах Далі в таких релігійних ролях, як Пресвята Діва Марія на картині «Мадонна з Порт Льїгата» 1949 року. Його картини демонструють велику любов до неї та постають найбільш чуттєвими зображеннями жінки середнього віку в західному мистецтві. Серед картин, де Гала модель, є: Імператорський пам'ятник дитині-жінці, Гала (1929); Пам'ять про дитину-жінку (1932); Ангела Гала (1935); Гала та «Ангелус» з Міллету до неминучого прибуття конічних анаморфоз (1933); Вільям Телл і Градіва (1931); Старість Вільяма Телла (1931); Відкриття Америки Христофором Колумбом (1958-59); Вселенський собор (1960); Гіперкубічне тіло (1954); Галатея зі сферами (1952); і інші.

### Портрет Галаріни
У « Портреті Галаріни» (1940—1945) обличчя Гали показано суворе та конфронтаційне, її оголені груди символізують хліб, а змія на руці — подарунок спонсору Далі Едварду Джеймсу.